# Joaquim Dinis
Joaquim António Dinis (Luanda, 1º dicembre 1947) è un ex calciatore portoghese, di ruolo attaccante.

## Carriera

### Nazionale
Ha collezionato 14 presenze con la propria Nazionale.

## Palmarès

### Club

#### Competizioni nazionali
- Campionato portoghese: 2

Sporting Lisbona: 1969-1970, 1973-1974
- Coppa del Portogallo: 4

Sporting Lisbona: 1970-1971, 1972-1973, 1973-1974
Porto: 1976-1977
- Segunda Divisão: 1

União Leiria: 1980-1981